# سوكي لهاف
سوكي لهاف (بالعبرية: צרויה להב) هي عازفة كمان ومغنية وممثلة وكاتبة غنائية وكاتبة سيناريو وروائية إسرائيلية ولدت في سنة 1951 في قرية أيليت هاشعار في الجليل الأعلى في إسرائيل، كانت لهاف عضوة في الفرقة الأمريكية إي ستريت من سبتمبر 1974 إلى مارس 1975 وألتي كان بروس سبرينغستين عضو فيها، عادت بها إلى إسرائيل.

## روابط خارجية
- سوكي لهاف على موقع IMDb (الإنجليزية)
- سوكي لهاف على موقع ميوزك برينز (الإنجليزية)
- سوكي لهاف على موقع ديسكوغز (الإنجليزية)